# Ministerio del Interior, Obras Públicas y Vivienda
El Ministerio del Interior, Obras Públicas y Vivienda fue una cartera del Poder Ejecutivo Nacional con competencia en asuntos internos, obras pública y vivienda.

## Historia
Por Decreto 13/2015 (labrado el 10 de diciembre de 2015 por Mauricio Macri), el Ministerio del Interior y Transporte asumió la gestión de la obra pública y la vivienda (hasta entonces competencia del Ministerio de Planificación Federal, Inversión Pública y Servicios —el cual fue disuelto) y cedió la gestión del transporte al nuevo Ministerio de Transporte. Como consecuencia de esto, se sustituyó la denominación del Ministerio del Interior y Transporte por «Ministerio del Interior, Obras Públicas y Vivienda».
Su primer y único titular fue el economista Rogelio Frigerio (nieto), designado por el presidente Macri.
En 2019, el Ministerio del Interior recuperó su denominación y competencia tradicionales. La obra pública pasó al Ministerio de Obras Públicas y la vivienda al Ministerio de Desarrollo Territorial y Hábitat.

## Secretarías y dependencias
Esta cartera se componía por las Secretarías del Interior, de Asuntos Políticos y Fortalecimiento Institucional, de Asuntos Municipales, de Provincias, de Vivienda y Hábitat. Con fecha 22 de diciembre de 2015, se repartieron las dependencias del ex-Ministerio de Planificación Federal, Inversión Pública y Servicios a las nuevas carteras. Interior recibió la Subsecretaria de la Planificación Territorial de la Inversión Pública y la Secretaría de Obras Públicas.
Otras dependencias eran la Dirección Nacional de Migraciones y el Registro Nacional de las Personas.